# Ptyelus ignambianus
Ptyelus ignambianus är en insektsart som beskrevs av William Lucas Distant 1920. Ptyelus ignambianus ingår i släktet Ptyelus och familjen spottstritar. Inga underarter finns listade i Catalogue of Life.